# فاسيل إفتيموف
فاسيل إفتيموف (بالفرنسية: Vasco Evtimov) مواليد 30 مايو 1977 في صوفيا، هو لاعب كرة سلة بلغاري سابق. بدأ مسيرته الاحترافية في سنة 1997.

## المسيرة الاحترافية
لعب مع دافنيس في موسم 1999–2000، ثم لعب مع فورتيتودو بولونيا في الدوري الإيطالي في موسم 2001–2002، ثم لعب مع أسفيل باسكت في الدوري الفرنسي في موسم 2002–2003، ثم لعب مع إشبيلية في الدوري الإسباني من سنة 2003 إلى 2005، ثم لعب مع فيرتوس روما في الدوري الإيطالي في سنة 2005، ثم لعب مع أوليمبيا في سنة 2005، ثم لعب مع أورلاندينا باسكيت في الدوري الإيطالي في سنة 2006.

## روابط خارجية
- فاسيل إفتيموف على موقع الاتحاد الدولي لكرة السلة (الإنجليزية)
- فاسيل إفتيموف على موقع الدوري الأوروبي لكرة السلة (الإنجليزية)
- فاسيل إفتيموف على موقع الدوري الإسباني لكرة السلة (الإسبانية)
- فاسيل إفتيموف على موقع كرة السلة الأوروبية.كوم (الإنجليزية)
- فاسيل إفتيموف على موقع كلية كرة السلة في سبورتس رفرنس.كوم (الإنجليزية)
- فاسيل إفتيموف على موقع ريلجم (الإنجليزية)
- فاسيل إفتيموف على موقع بروبوليرز (الإنجليزية)
- فاسيل إفتيموف على موقع سبورتس رفرنس (الإنجليزية)